# Pignoise
Pignoise est un groupe de rock espagnol, originaire de Madrid. Il est formé par Álvaro Benito (chant et guitare), Héctor Polo (batterie) et Pablo Alonso (chœurs et guitare basse), et rejoints depuis peu par Jesus (guitare).
Et en 2006 sort leurs troisième album qui s'intitule Anunciando en television avec les singles Te Entiendo et Perder el tiempo. Leur « grand » retour se fait en 2008, ils sortent, après deux ans d'absence, Cuestion de gustos, un album un peu plus tourné vers le pop-punk mais avec des super chansons et des mélodies entraînantes. Dans cet album on retrouve même un hymne à la gloire de l'équipe de football d'Espagne pour l'Euro 2008 (qu'ils ont remporté).

## Biographie

### Débuts
La création du groupe est à l'origine d'Alvaro ancien joueur professionnel du Real Madrid et ami de Raul et de Guti qui a dû arrêter sa carrière en 2001 à la suite de nombreuses blessures. Pendant ce temps il compose donc des chansons ne perdant pas de vue la pratique du football mais depuis 2001, où il fait son retour avec le Real Madrid une nouvelle blessure l'a définitivement écarté des terrains et il a donc lancé sa carrière musicale.
Le premier album de Pignoise sort en mars 2003, sous le nom Melodías desafinadas. En mars 2005, un deuxième album du groupe est intitulé Esto no es un disco de punk.

### Anunciado en televisión
En 2006 sort leur troisième album, intitulé Anunciando en television, qui comprend les singles Te Entiendo et Perder el tiempo. C'est avec cet album que le groupe promeut sa carrière en jouant à travers l'Espagne, totalisant plus de 170 concerts en un an et demi. Ce même album leur vaut un disque de platine, et reste dans les premières positions en termes de ventes au cours des 19 mois qui suivent sa sortie. Pendant l'enregistrement et la promotion de l'album, le quatrième membre du groupe, Jesús Mateos, guitariste solo, quitte le groupe pour des raisons personnelles.

### Cuestión de gustos

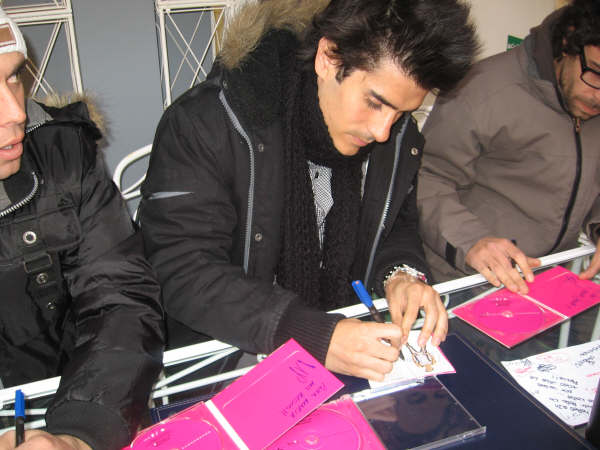
Álvaro Benito, chanteur de Pignoise, le 24 mars 2007 à Valladolid.

Le 23 octobre 2007 sort le premier single de leur futur album, Sigo llorando por ti. L'album, selon les mots d’Alvaro, maintient l’essence du groupe, mais est plus complet. Le groupe publie un deuxième single, Sin ti, morceau qui, dans les paroles comme dans la mélodie, évoque leur succès. Le groupe est également invité à composer la chanson officielle de l'équipe nationale espagnole de football à l'Euro 2008, intitulée Pasar de cuarto.
En juin 2008, une version spéciale de l'album est publiée, avec trois morceaux inédits, comme au Mexique, pays dans lequel une version différente de Cuestión de gustos est publiée. Après plusieurs concerts en Amérique latine, ils visitent l’Espagne jusqu’à la fin de l’année 2008. Au cours de la même lancée, le single téléchargeable  Sube a mi cohete  est publié et fait partie de la bande son  des films pour enfants Carlitos y el campo de los sueños et Space Chimps. Cette même année, ils rééditent Cuestión de gustos, accompagné du morceau Nadie es perfecto.

### Cuestión de directo
Au début de l'année 2009, ils enregistrent dans la célèbre Sala Caracol (Madrid) leur album Cuestion de directo, qui comprend les morceaux des albums précédents ainsi que des collaborations avec NoWayOut, Soraya Arnelas ou Melendi, avec Estoy Enfermo, qui les mène à Los 40 Principales durant la semaine du 20 juin 2009.

### Año zero
Le 27 avril 2010, Todo me da igual est publié comme premier single de Año zero. L’album est publié sur le site web du groupe, avec certains avantages, parmi lesquels figuraient des pass VIP pour les concerts de la tournée d’été, des éditions signées, etc. Il est publié en deux versions ; l'édition standard contenant 12 chansons et l'édition spéciale contenant 15 chansons et de nombreux bonus. La réédition de cet album est annoncée pour décembre 2010, et parmi les nouveautés que cette réédition présentera sera un clip vidéo avec Sara Carbonero.
En 2011, ils sortent l'EP Pignoise por dentro, réédition de l'album précédent, au format documentaire CD/DVD, qui comprend également une bande dessinée inédite, dont seulement 2 000 exemplaires du nouveau single Piezas, déjà sortis. La bande dessinée contient 40 pages qui exposent les histoires racontées par le groupe dans les chansons de Año zero. La même année, ils font leur premier concert en direct sur Internet, via la plate-forme de concert eMe.

### El Tiempo y el espacio
En 2012, Pignoise, en plus de préparer son nouvel album, fait une tournée en Amérique du Sud, avec Hombres G, et après un an sans tournée en Espagne, Pignoise revient en 2013 avec un nouvel album, El Tiempo y el espacio, leur septième album studio. Al Pisar est le premier single que le groupe présente de ce qui sera leur nouvel album ; ce dernier sortira en trois formats différents : CD physique avec 12 chansons, CD numérique avec 12 chansons + 2 pistes supplémentaires, et une troisième édition spéciale sur vinyle.
Le 30 avril 2013, sort l'album. Leur premier single est La Gravedad, accompagné d'une face B, La Enfermedad, une chanson non incluse dans l'album. Pour ce nouvel opus, le groupe lance cette année son propre label, Pignoise Records. L'album est enregistré aux studios Bunker à Madrid, entre octobre 2012 et janvier 2013 et est à nouveau produit par Dani Alcover.

## Membres

### Membres actuels
- Álvaro Benito - guitare, chant
- Pablo Alonso Álvarez - basse, chœurs
- Héctor Polo - batterie

### Ancien membre
- Jesús Mateos - guitare (2006-2007)

## Discographie
- 2003 : Melodías desafinadas (Poca repercusión publicitaria)
- 2005 : Esto no es un disco de punk (Poca repercusión publicitaria)
- 2006 : Anunciado en televisión (Warner Music)
- 2007 : Cuestión de gustos (Warner Music)
- 2009 : Cuestión de directo (Warner Music)
- 2010 : Año zero (Sony Music)
- 2011 : Pignoise por dentro (Sony Music)
- 2013 : El Tiempo y el espacio (Pignoise Records)
- 2015 : Lo que queda por andar (Pignoise Records)